# 平野王
平野王（ひらのおう、天応元年（781年） - 天長6年6月19日（829年7月23日））は、平安時代初期の皇族。系譜は明らかでないが、光仁天皇の孫で三品・薭田親王の子か。官位は正四位上・出雲守。

## 経歴
大同5年（810年）無位から従四位下に直叙される。のち侍従に任ぜられ豊前守を兼ねる。弘仁11年（820年）従四位上、弘仁13年（822年）正四位上と嵯峨朝末に急速に昇進する。
淳和朝に入ると昇進は止まり、出雲守と地方官に転じた。 天長6年（829年）6月19日卒去。享年49。最終官位は出雲守正四位上。

## 官歴
『日本後紀』による。
- 大同5年（810年） 正月7日：従四位下（直叙）
- 時期不詳：侍従
- 弘仁4年（813年） 正月10日：兼豊前守
- 弘仁11年（820年） 正月7日：従四位上
- 時期不詳：正四位下
- 弘仁13年（822年） 10月1日：正四位上
- 時期不詳：出雲守
- 天長6年（829年） 6月19日：卒去（出雲守正四位上）